# Владимир Єлчич
Владимир Єлчич  (хорв. Vladimir Jelčić, 10 жовтня 1968) — хорватський гандболіст, олімпійський чемпіон.

## Виступи на Олімпіадах
| Олімпіада    | Дисципліна | Місце |
| ------------ | ---------- | ----- |
| Атланта 1996 | гандбол    | 1     |